# LonCafe
ロンカフェ（LonCafe）は株式会社GOの販売するオーガニック缶コーヒー。国内コーヒー飲料で有機JASマークを初めて取得した。

## 概要
公式商品紹介によれば、原料に有機JAS認証コーヒー豆を使用し、みえ尾鷲海洋深層水を用いて製造され、合成保存料などを使用していない完全無添加であることを紹介している。
通信販売と小売店で購入ができるが、生産量の関係で品薄であることが多い。
2010年4月5日に新製品として内容量190gから155gに変更した。
2010年6月11日に、人の数だけつながる 笑顔の橋渡しをコンセプトとしたサイト 「こみゅかふぇ」 がオープンした。